# Haftkel (Verwaltungsbezirk)
Haftkel (persisch شهرستان هفتکل) ist ein Schahrestan in der Provinz Chuzestan im Iran. Er enthält die Stadt Haftkel, welche die Hauptstadt des Verwaltungsbezirks ist. 

## Demografie
Bei der Volkszählung 2016 betrug die Einwohnerzahl des Schahrestan 22.119. Die Alphabetisierung lag bei 83 Prozent der Bevölkerung. Knapp 68 Prozent der Bevölkerung lebten in urbanen Regionen.
| Zensusjahr | Einwohnerzahl |
| ---------- | ------------- |
| 2011       | 22.391        |
| 2016       | 22.119        |